# 제네바 미술사 박물관

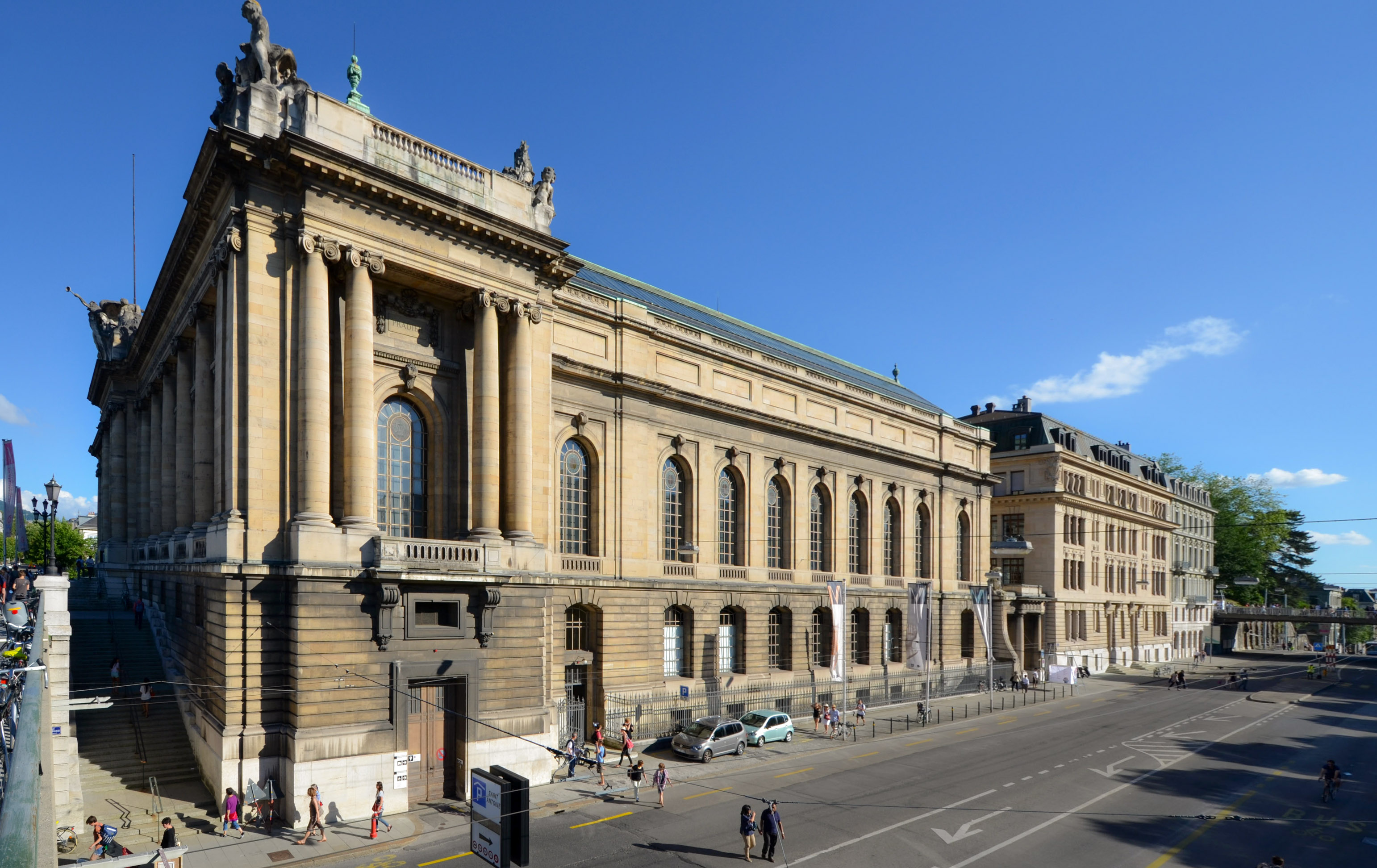
미술사 박물관의 북서쪽 파사드

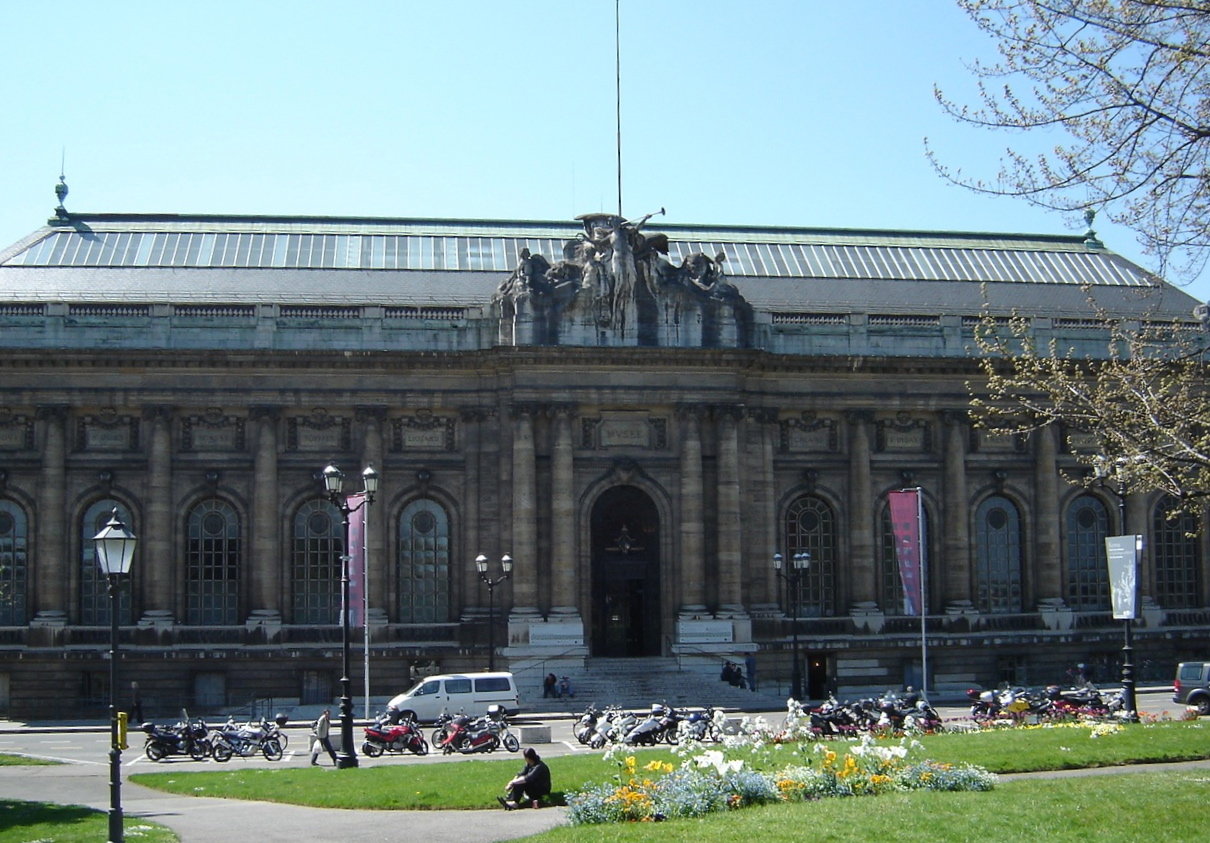
미술사 박물관의 주요 파사드

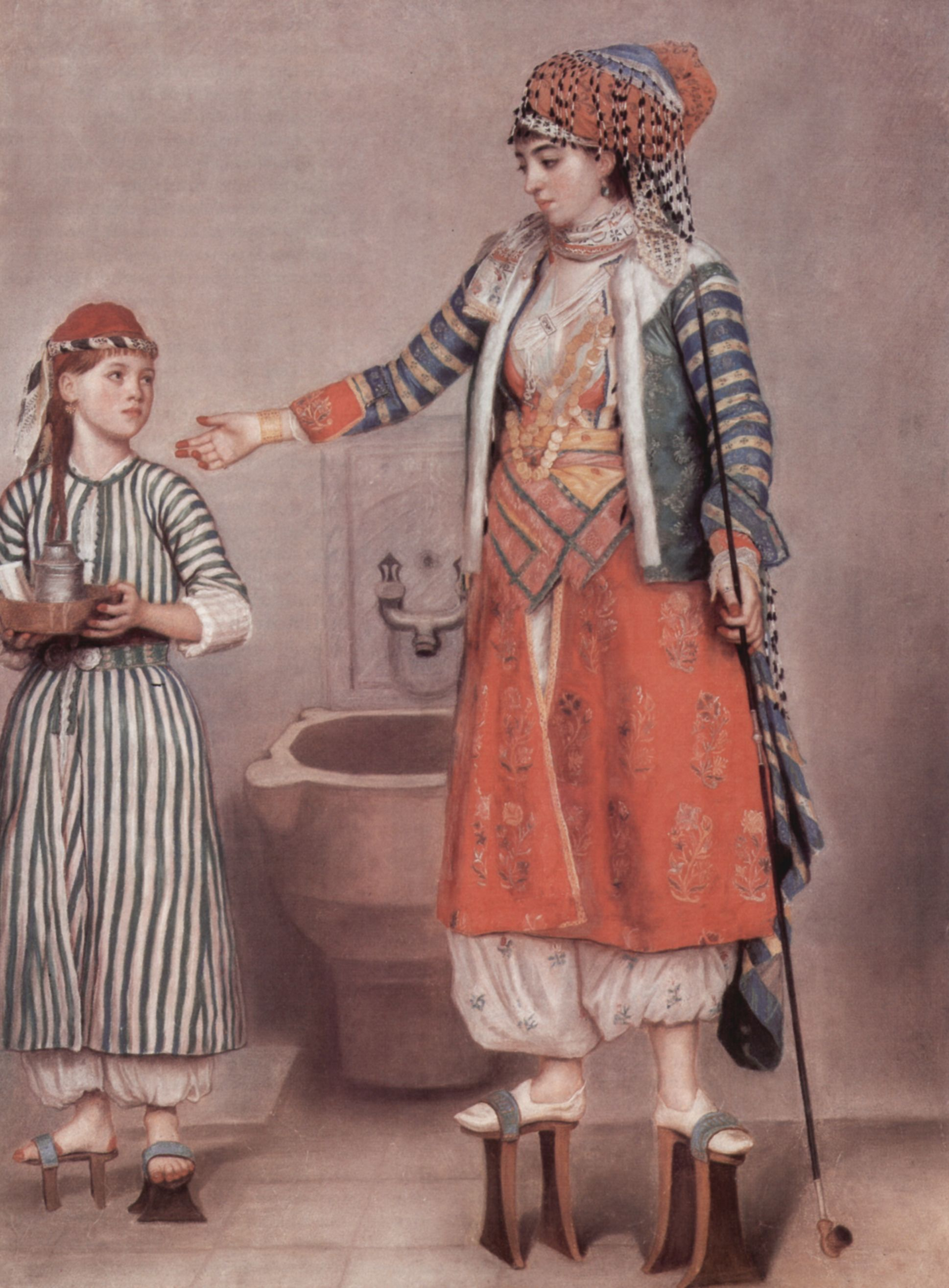
하녀를 데리고 있는 터키 부인 by 장-에티안 리오타르

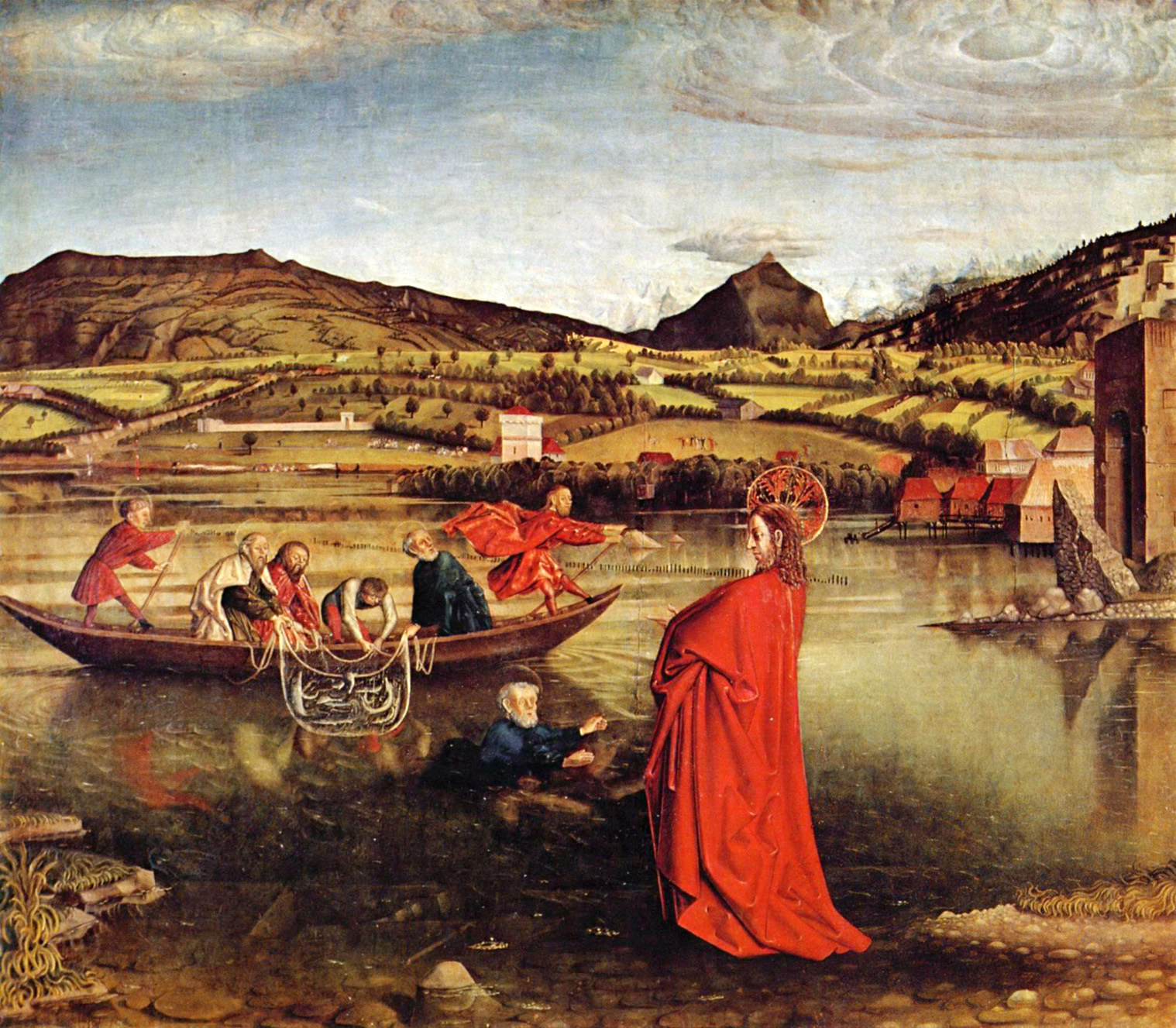
콘라트 비츠의 기적적인 고기잡이

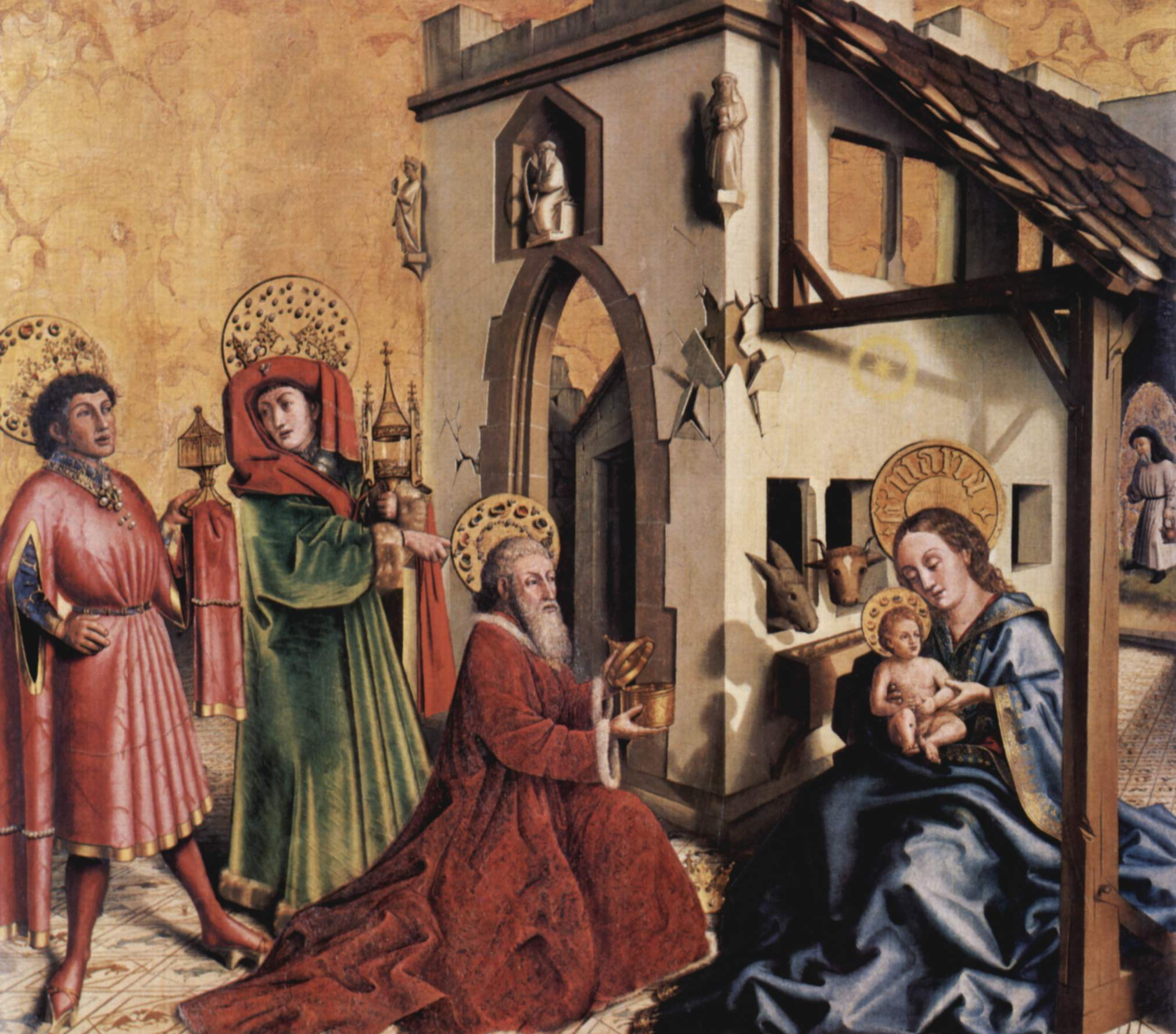
콘라드 비츠의 마법 숭배

제네바 미술사 박물관(프랑스어: Musée d'Art et d'Histoire)은 스위스 제네바에서 가장 큰 미술관이다.

## 건물
박물관은 도시 중심의 레 트랑셰(Les Tranchées)에 위치해 있으며, 이전 요새 테두리가 있던 자리에 있다. 그것은 1903년과 1910년 사이에 건축가 마크 카몰레티에 의해 지어졌으며, 은행가 샤를 갈랑(1816-1901)의 유산으로 자금을 조달했다. 건물은 정사각형이며, 내부 안뜰을 둘러싸고 있는 60m 측면이 있다. 4층으로 이루어져 있으며, 최상층에는 지붕 랜턴이 있으며, 총 전시 공간은 7,000m²이다.
파사드는 폴 아믈렌의 조각품으로 장식되어 있다. 그림, 조각, 드로잉 및 건축을 묘사하는 예술의 우화는 입구 위의 삼각형 박공에 장착되어 있으며, 고고학 및 응용 예술에 대한 2개의 추가 우화는 다음에서 볼 수 있다. 건물의 왼쪽 및 오른쪽 모서리. 상단 프리즈에는 다시에(Dassier), 보-보비(Baud-Bovy), 생투르(Saint-Ours), 아가세(Agasse), 퇴퍼(Töpper), 리오타르(Liotard), 칼람(Calame), 디데(Diday), 멘(Menn), 프티토(Petitot), 아를로(Arlaud) 및 프라디에(Pradier)와 같은 제네바 예술가의 이름이 포함되어 있다.

## 박물관
기관으로서의 박물관은 1826년으로 거슬러 올라가며, 미술관은 현재 라트 박물관(Musée Rath)인 곳에서 문을 열었다. 자연사와 고고학을 전시하는 아케데미 박물관(Musée Académique)도 그 즈음(1818년) 설립되었다. 미술관은 1851년에 제네바시에 인수되었으며, 1870년에는 제네바주의 무기 컬렉션과 역사적 유물도 받았다.
19세기 후반에는 이러한 다양한 컬렉션이 기부를 통해 확장되어 새로운 전시실이 필요하게 되었다. 1897년에 새로운 박물관 건립을 목표로 제네바 박물관 보조 협회(Société Auxiliaire du Musée de Genève)가 설립되었다. 1900년에 제네바시는 새 건물을 설계하기 위한 건축 공모를 개최했다. 미술사 박물관은 샤를 갈랑의 유증 덕분에 1903년에서 1910년 사이에 마침내 지어졌다. 그러나 컬렉션의 일부는 공간 부족으로 인해 곧 새로운 박물관으로 보내져야 했다.
미술사 박물관은 미술사 박물관이라는 제네바시의 모든 예술 및 역사박물관 협회를 이끌고 있다. 이 그룹에 속한 다른 박물관은 Cabinet des Estampes(그래픽 아트), 아리아나 박물관(도자기), 라트 박물관(특별 전시회), 메종 타벨 (제네바의 역사), 시계와 에나멜 박물관(Musée de l'Horlogerie et de l'Émaillerie) (시계와 에나멜)이 있다. 이 그룹에는 예술품 복원 스튜디오, 연구 실험실, 400,000권의 책이 있는 예술 및 고고학 도서관도 포함된다.

### 컬렉션
미술 섹션에는 중세부터 20세기까지의 그림이 있으며, 이탈리아, 네덜란드, 프랑스, 영국, 제네바 및 스위스 학파의 작품이 있다. 가장 잘 알려진 그림은 콘라트 비츠(Konrad Witz)의 기적적인 고기잡이 (1444)로 비츠의 성베드로 제단화에 들어 있다. 다른 주요 예술가로는 렘브란트, 세잔, 모딜리아니 및 조각가 로댕이 있다. 박물관에는 장 에티엔 리오타르, 페르디난트 호들러, 펠릭스 발로통, 에드몽 장 드 푸리 및 장바티스트 카미유 코로의 수많은 작품도 있다. 제네바 신고전주의 화가 장-피에르 생투르(d. 1809)의 작품 컬렉션은 모든 박물관 중 최고이다.
응용 미술 섹션에는 비잔틴 미술, 아이콘, 중세와 르네상스 시대의 무기, 은제품과 양철, 악기와 직물 컬렉션이 있다. 로워 캐슬 치체르스(17세기 후반)의 여러 방에서 가져온 완전한 내부 가구와 목재패널이 박물관에 지어졌다.
고고학 섹션에는 유럽 선사 시대, 고대 이집트(기원전 9세기의 미라 포함), 수단의 케르마 문화, 근동, 고대 그리스, 로마와 로마 이전 이탈리아의 발견물과 더불어 화폐 캐비닛이 전시되어 있다.